# Бліхар Євген Йосипович
Євген Йосипович Бліхар (нар. 8 квітня 1930, Тернопіль – пом. 9 вересня 2006) – український лікар-фтизіатр, педагог, громадський діяч, професор Тернопільського національного медичного університету імені І. Я. Горбачевського.

## Життєпис
Народився 8 квітня 1930 року у Тернополі.
У 1950 році вступив, а в 1955 році закінчив Станіславський медичний інститут (нині Івано-Франківський національний медичний університет). З того ж року розпочав свою лікарську практику.
Після закінчення медичного університету, з 1955 по 1958 роки працював фтизіатром у протитуберкульозній лікарні села Сущин Теребовлянського району Тернопільської області.
У 1958 році обійняв посаду головного лікаря Тернопільського обласного туберкульозного диспансеру. Під керівництвом Бліхаря відбулось становлення фтизіатричної служби області. Одночасно з практичною діяльністю Бліхар почав займатися науковою роботою.
Згодом, у 1963 році, захистив кандидатську дисертацію на тему «Состояние легких и плевры после окончания лечения пневматораксом и оматораксом».
З 1974 року почав працювати у Тернопільські медичній академії: спочатку асистентом (1974–1978), потім доцентом (з 1979), а від 1988 року – професором кафедри туберкульозу. Того ж року здобув вчені звання доктора медичних наук та професора, захистивши докторську дисертацію на тему «Коррекция этиопатогенетического лечения больных туберкулёзом легких и сопутствующими заболеваниями печени».
Помер 9 вересня 2006 року.

## Наукова діяльність
Організація фтизіатричної та пульмонологічної служби є основними напрямками наукової діяльності Євгена Йосиповича. Також працював над пошуком найефективніших методик лікування хворих на туберкульоз легень, вивчення перекисного окиснення ліпідів і застосування антиоксидантів у клініці туберкульозу.

## Наукові праці
Є. Й. Бліхар є автором майже 150 наукових праць, 4 винаходів, 12 рацпропозицій. Для студентів вищих навчальних медичних закладів 2002 року вийшов у світ підручник «Фтизіатрія». Багато публікацій Євген Йосипович присвятив видатним людям, науковцям, суспільним діячам, невідомим сторінкам історії України та Тернопільщини. Над науковими роботами працював з 1963 року по 2006, сюди входять дисертації, підручники та посібники, монографії, наукові статті із збірників та періодичних видань, авторські свідоцтва.
Під кінець життя Бліхаря багато його публікацій були присвячені видатним людям, суспільним діячам, науковцям і невідомим сторінкам історії Тернопільщини та України. Автор писав про все, починаючи від медицини скіфів, історичних нарисів про Мазепу й Пулюя і закінчуючи актуальними питаннями суспільно-політичного життя і медицини.

### Вибрані праці
- Бліхар Є. Й. Актуальні проблеми фтизіатрії на початку ХХІ століття / Є. Й. Бліхар // Нова медицина. – 2004. – № 1. –С. 17-19.
- Бліхар Є. Вторинні форми туберкульозу легень / Є. Бліхар // Мед. академія. – 2002. – № 3. – С.11.
- Блихар Е. И. Исходы туберкулеза легких в зависимости от этио-патогенетического лечения / Е. И. Блихар,И. Т. Пятночка // Туберкулез : республ. межвед. сб. – К. : Здоровье, 1986. – Вып. 18.- С. 11-13.
- Бліхар Є. Й. Медикаментозно-резистентний туберкульоз легень – епідеміологія, клініка, діагностика і лікування / Є. Й. Бліхар // Нова медицина. – 2006. – № 1. – С. 26-27.
- Бліхар Є. Ми – українці. Всі ми – українці / Є. Бліхар // Мед. академія. – 2004. – 22 трав. – С. 11.
- Бліхар В. Народний лікар Богдан Пилипович Свистун / В. Бліхар, Є. Бліхар // Агапіт.- 2004. – № 14-15. – С. 20-23.
- Бліхар Є. Не перестаю захоплюватися життям / Є. Бліхар // Вільне життя. – 2005. – 6 квіт. – С. 10.
- Блихар Е. И. Особенности перекисного окисления липидов у больных туберкулезом легких / Е. И.Блихар // Основные направления совершенствования профилактики и лечения заболеваний легких. – Львов, 1985. –С. 27
- Бліхар В. Є. Про дихальні шуми / В. Є. Бліхар, Є. Й. Бліхар // Вісн. наук. досліджень. – 2000. – № 1. – С. 13-15.
- Бліхар Є. Й. Протитуберкульозна допомога на Тернопіллі в ХХ столітті / Є. Й. Бліхар // Україна і світова наука : матеріали наук. конф. – Тернопіль, 1977.- Вип. 2.- С.7-10.
- Бліхар Є. Фата моргана ХХ століття : [ матеріали майбутньої книги спогадів „Дорога до світла”] / Є. Бліхар // Мед. академія. – 2005. – 28 квіт. – С. 9 ; 19 трав. – С. 9.
- Бліхар Є. Хочеш знати Україну? Читай Мазепу! : [ дню незалежності присвячуємо] / Є. Бліхар // Мед. академія. – 1988. – 27 серп. – С. 6.
- Бліхар Є. Що приніс галичанам „Золотий вересень” 1939 року / Є. Бліхар // Мед. академія. – 2005. – 8 верес. – С. 10-11.
- Етапи впровадження доказової медицини на кафедрі фтизіатрії / Л. А. Грищук, М. М. Савула, Є. Й. Бліхар, С. І. Корнага, Н. С. Кравченко, І. Т. П’ятночка // Доказова медицина у спектрі наукової медичної інформації та інноваційної політики : матеріали наук.- практ. конф.-семінару, 12-13 трав. 2005р., м. Тернопіль. – Тернопіль : Укрмедкнига, 2005. – С. 75-76.